# 古勝文
古勝文，中華民國陸軍退役少將，出生於台灣花蓮縣萬榮鄉紅葉村，為太魯閣族原住民。曾擔任花東防衛指揮部與金門防衛指揮部副指揮官，並獲頒干城甲種二等獎章等多項軍中榮譽，連續兩年當選「國軍愛民模範」。

## 早年與教育
古勝文自幼家境清寒，家中有七名兄弟姊妹，自小學二年級起接受世界展望會助學支持。父親早逝後，他靠半工半讀完成學業，1982年考入陸軍官校專科五期，1984年畢業並服志願役。

## 軍旅生涯
古勝文於2011年12月獲頒少將晉任令，自2012年1月1日起晉升少將。他歷任聯合勤務總司令部第四地區支援指揮部指揮官、花東防衛指揮部副指揮官，負責後勤整備與災防任務。2018年2月調任金門防衛指揮部副指揮官，主掌後勤與軍民整合事務，直至2020年6月1日退役，結束其38年軍旅生涯。

## 退役與公益活動
古勝文退役後仍持續參與公益活動。他長期捐助世界展望會兒童計畫，定期資助認養孩童，亦積極返鄉協助原住民部落災害救援與基層發展事務。每逢春節，他亦參與勞軍慰問，表達對前線官兵的敬意與支持。

## 榮譽與表揚
古勝文在服役期間獲頒下列榮譽：
- 干城甲種二等獎章[7]
- 忠勤、陸光、弼亮、景風、寶星等20餘座勳獎章[6]
- 國軍愛民模範（連續兩年獲選）[1]